# Jofré de Blanes
Jofré de Blanes (Barcelona, segle xiv — 1414) fou un frare dominic. És venerat com a beat per l'Església catòlica. No s'ha de confondre amb l'hereu d'Ausiàs Marc, també anomenat Jofré de Blanes.
Jofré de Blanes era de família benestant, potser fill del cavaller Ramon de Blanes i Blanca de Palau, germà llavors de Francesc de Blanes, bisbe de Girona i Barcelona. Nascut a Barcelona, ingressà a l'Orde de Sant Domènec i fou frare al Convent de Santa Caterina (Barcelona). Molt amic de Vicent Ferrer, amb ell i a petició del rei Martí l'Humà, va intervenir per posar pau en lluites entre Martí d'Orís i Pere de Centelles, com també entre les dels Malla i els Sancitorra de Vic, on van predicar amb altres dominics en 1409. Acompanyà Ferrer en alguns viatges de predicació per València, Catalunya i Aragó. Va tenir episodis místics en els que se l'apareixia la Mare de Déu.
Gran predicador, Ferran I d'Aragó va demanar a Vicent Ferrer que autoritzés Jofré que es quedés al palau, en 1413 per predicar-hi la quaresma. Aquell any acompanya el sant a València i tornà a Barcelona, on morí l'11 de novembre de l'any següent.
És autor d'una obra sobre el rosari, Rosari perpetu de Maria Santíssima.

## Veneració
Fou sebollit al Convent de Santa Caterina, a la capella de S. Maria Magdalena, i a la seva tomba van tenir lloc fets que s'atribuïren a la seva intercessió miraculosa. Va ésser venerat i qualificat de venerable i beat, tot i que mai no va ésser oficialment beatificat. El culte públic va tenir lloc fins al 1835, quan el convent fou clausurat i enderrocat, i les relíquies i el sepulcre se'n perderen. En santorals dels segles XIX i començament del segle xx apareix com a "beat Jofre de Blanes, dominic" amb festivitat el 5 d'abril i l'11 de novembre, quan morí.